# 巴佛士街
巴佛士街為加拿大安大略省多倫多的一條主要南北大道。多倫多段的長度為18.2（11.3英里）。此道路於2004至2007年被選為安大略省十大最差道路之一。跟多倫多其他的南北路線一樣，巴佛士街多倫多段於士刁士路（Steeles Avenue）完結。當巴佛士街進入多倫多以北的約克區，巴佛士街被稱為約克38號區道（York Regional Road 38）。
巴佛士街沿線普遍為一些住宅區。另外，巴佛士街為多倫多猶太人普遍聚居的地方。多數猶太人住在羅倫斯路（Lawrence Avenue）以南的一帶。近年來，猶太人有遷移北的趨勢，有見及此，猶太人社區現已伸延到士刁士路，甚至抵達約克區旺市及列治文山市約克49號區道（York Regional Road 49）附近。所以，沿著巴佛士街，有很多猶太人教堂。其他猶太人社區的設施包括巴佛士街猶太人社區中心（Bathurst Street Jewish Community Centre）、猶太人大屠殺教育及紀念中心（Holocaust Educational and Memorial Centre）、猶太女性中心（National Council of Jewish Women）及以色列的驕傲猶太教堂（Pride of Israel Synagogue）等等。
除了猶太人以外，巴佛士街亦有不少俄羅斯人居住。他們普遍沿著巴佛士街居住，由雪柏路（Sheppard Avenue）至士刁士路最為明顯。因此，巴佛士街與士刁士路的交界被稱為「小莫斯科」（Little Moscow）。

## 歷史
於1800年代，作為一條農村小道的巴佛士街正式完工，南由安大略湖的政府碼頭起，北至皇后西街（Queen Street West）。於1870年代，巴佛士街漸漸向北延長，逐漸伸延至現時長度。
於1970年代以前，巴佛士街南端普遍為工業區。於1970年起，工業區逐漸變成現時的住宅區。

## 公共交通
- 多倫多公車局布魯亞－丹佛線於巴佛士街與布魯亞街（Bloor Street）交界設有地鐵站，名為巴佛士站（Bathurst Station）。

其他主要公車服務包括：
- 多倫多公車局7號 巴士線 － 巴佛士，來往地鐵巴佛士站與士刁士路
- 多倫多公車局160號 巴士線 - 巴佛士北，來往地鐵巴佛士站與普曼娜巴士總站 (Promenade Terminal)
- 多倫多公車局310號 晚間巴士線 (Blue Nite) － 巴佛士，來往地鐵巴佛士站與士刁士路
- 多倫多公車局511號 街車（Streetcar）線 － 巴佛士，來往地鐵巴佛士站與加拿大國家展覽館 (Exhibition Place)